# Język tsagu
Język tsagu (inaczej: cziwogai, sago, tsaganczi) – język afroazjatycki z zachodniej gałęzi języków czadyjskich, używany w Nigerii (obszar Ganjuwa, stan Bauczi). Najbliżej spokrewniony z językami wardżi (północne bauczi, B.2) – diri, wardżi, dżimbin, karija i innymi. Posługuje się nim około 2000 osób (dane z 1995 roku).